# Station Destelbergen
Station Destelbergen is een voormalig spoorwegstation aan Spoorlijn 59 (Antwerpen (stad)-Gent) in Oostakker, een deelgemeente van de stad Gent.
Zoals veel andere stations langs lijn 59 werd dit station gesloten in 1957. Het werd heropend in 1973 in het kader van de elektrificatie van de lijn. In 1984 verdween het station als onderdeel van het IC/IR-plan.
Het station beschikte over een klassiek stationsgebouw, bestaande uit een centraal gedeelte met een verdieping en twee asymmetrische zijvleugels. Tegen 1978 was het gebouw in privéhanden.
Naast de twee hoofdsporen was er een zijspoor met weegbrug dat als goederenkoer diende en een aansluiting naar kwekerij Toeffaert.
In het kader van het Gentse voorstadsnet vraagt het Gentse stadsbestuur de heropening van het station.

## Aantal instappende reizigers
De grafiek en tabel geven het gemiddeld aantal instappende reizigers weer op een week-, zater- en zondag.
| Tabel: aantal instappende reizigers station Destelbergen | Tabel: aantal instappende reizigers station Destelbergen | Tabel: aantal instappende reizigers station Destelbergen | Tabel: aantal instappende reizigers station Destelbergen |
|                                                          | Weekdag                                                  | Zaterdag                                                 | Zondag                                                   |
| -------------------------------------------------------- | -------------------------------------------------------- | -------------------------------------------------------- | -------------------------------------------------------- |
| 1977                                                     | 38                                                       | 17                                                       | 14                                                       |
| 1978                                                     | 41                                                       | 3                                                        | 3                                                        |
| 1979                                                     | 42                                                       | 9                                                        | 1                                                        |
| 1980                                                     | 30                                                       | 0                                                        | 0                                                        |
| 1981                                                     | 31                                                       | 0                                                        | 0                                                        |
| 1982                                                     | 40                                                       | 0                                                        | 0                                                        |
| 1983                                                     | 35                                                       | 0                                                        | 0                                                        |

0,0: Antwerpen-Berchem ·
4,0: Antwerpen-Zuid ·
7,0: Antwerpen-Linkeroever ·
9,1: Zwijndrecht ·
10,1: Zwijndrecht-Fort ·
12,1: Melsele ·
14,0: Beveren ·
15,1: Haasdonk ·
18,5: Westakkers ·
19,5: Nieuwkerken-Waas ·
22,7: Sint-Niklaas ·
25,3: Sint-Niklaas-West ·
26,2: Valk ·
27,1: Belsele ·
28,7: Sinaai ·
32,0: Heiken ·
35,7: Lokeren ·
38,4: Staakte ·
41,5: Zeveneken ·
43,6: Beervelde ·
46,8: Lochristi ·
49,5: Destelbergen ·
51,2: Westveld ·
53,0: Oostakker ·
?: Gent-Waas ·
55,8: Gent-Dampoort